# Nightmare (gruppo musicale giapponese)
I Nightmare sono una band J-rock/Visual Kei giapponese, formata nel Sendai il 1º gennaio 2000 è composta da Yomi (Voce), Sakito (Chitarra solista), Hitsugi (Chitarra ritmica), Ni~ya (Basso) e Ruka (Batteria). Hanno avuto un successo mainstream con l'inclusione delle canzoni "The WORLD" e "Alumina" nell'anime Death Note e sono considerati un importante atto nella scena Visual Kei.

## Storia

### Fondazione e Ultimate Circus (2000-2003)
I Nightmare vennero formati da Sakito e Hitsugi mentre gli altri membri erano ancora al liceo. Il nome della band venne suggerito da Hitsugi, che voleva che il nome della band spaventasse la gente per soddisfare i loro stili visuali. Presto Ni~ya venne invitato da Sakito, Yomi da Hitsugi, e Zannin entrò dopo aver sentito che i suoi compagni stavano formando una band. Essi furono influenzati dagli X Japan e dai Luna Sea, quindi cominciarono come una tribute band prima di cominciare a scrivere il proprio materiale.
Proprio mentre avevano appena iniziato a essere conosciuti nelle case live e grazie a piccoli concerti nel Sendai, Zannin lasciò la band per motivi sconosciuti. Alla fine, Ruka (ex Luinspear) si unì alla band in un primo momento come membro di supporto, ma dopo un breve periodo di tempo divenne il batterista permanente. Da quando Ruka ufficialmente aderì ai Nightmare, la loro formazione non è più cambiata. Poco dopo la band iniziò brevi escursioni in tutta la regione insieme con altre band di supporto.
Nel 2003 i Nightmare firmarono un contratto con la Nippon Crown e pubblicarono il loro primo singolo "Believe". Tre mesi dopo il loro debutto, pubblicarono un triplo singolo A-side "Akane/Hate/Over", una prima volta per qualsiasi band a pubblicare un singolo con tre brani A-side. Nello stesso anno, pubblicarono il loro primo album in studio, Ultimate Circus e proseguirono il loro primo tour.

### Livid e Anima (2004-2006)
Nel 2004 i Nightmare pubblicarono tre singoli "Varuna","Tokyo Shounen" e "Shian" e un secondo album, Livid. I Nightmare fecero un altro tour per il Giappone col nome di Tour CPU 2004. Dal 2004 al 2006 i Nightmare continuarono a lavorare, pubblicando più single e il loro terzo album studio, Anima, per il quale il tour di supporto,[Anima]lism, fu tutto esaurito. Nel 2006 registrarono un record dal vivo al NHK Hall, intitolato "Gianizm Tsu". Con tre album e diversi tour sotto la cintura, i Nightmare pubblicarono una serie di album "Greatest hits".

### The World Ruler e Killer Show (2007-2008)
Nell'Ottobre 2006, i Nightmare pubblicarono "The WORLD/Alumina", il primo singolo ad essere pubblicato sotto la loro nuova etichetta, VAP. Queste due canzoni vennero usate rispettivamente come prima sigla d'inizio e chiusura per i primi diciannove episodi dell'adattamento anime di Death Note. Il 27 febbraio 2007, pubblicarono il loro quarto album, The World Ruler e fecero un altro tour di tre mesi in giro per il Giappone. Pubblicarono il loro nuovo singolo "Raison d'etre" (appena un mese dopo aver terminato il loro tour) che venne utilizzato come sigla di apertura per l'anime Claymore. Nel giugno 2007, fecero un concerto di tre giorni chiamato "The World Ruler Encore".
Il 23 settembre si esibirono per la prima volta al Nippon Budokan. Il concerto fu chiamato Kyokuto Symphony~The Five Stars Night~ e i biglietti vennero tutti esauriti nel giro di due settimane. Pubblicarono altri due singoli, "Konoha" il 3 ottobre 2007 e "Dirty" (che è stata utilizzata come sigla d'apertura dell'anime Nôgami Neuro investigatore demoniaco, pubblicato il 7 novembre. Finirono il 2007 nel mese di dicembre con il "Dirty Influence Tour" in varie città del Giappone.
Il 2008 iniziò con l'uscita di altri due album. Il primo, Nightmare 2003-2005 Single Collection, venne pubblicato sotto la loro vecchia etichetta, la Nippon Crown ed era l'ultima parte dei loro più grandi successi. Il secondo, Kyokuto Symphony ~The Five Stars Night~ @Budokan, fu il loro primo album live, registrato durante il loro tour precedente. Nel mese di marzo, fecero un tour con la loro 2008 Zepp Tour Six Point Killer Show e pubblicarono un altro singolo intitolato "White Room". "White Room" era disponibile scaricarla in maniera limitata solo su Internet. Il 21 maggio 2008, pubblicarono il loro quinto album studio intitolato Killer Show, il loro terzo album pubblicato in un anno. Dopo l'uscita fecero un tour in Giappone. Un altro singolo, "Lost in Blue" venne pubblicato il 17 settembre. Venne utilizzata come sigla d'apertura per l'anime Moryo No Hako e un'altra delle loro canzoni, Naked Love venne utilizzata come sigla di chiusura. Quest'ultima venne pubblicata anche come singolo il 3 dicembre.

### Majestical Parade e il 10º anniversario (2009-2010)
I Nightmare iniziarono il 2009 con un breve tour di due giorni chiamato "the 9th new departure" e annunciarono l'uscita del loro album Majestical Parade. Una delle canzoni dell'album, "Melody", divenne disponibile in un download limitato su Internet il 29 aprile 2009 al Dwango. Majestical Parade venne pubblicato in Giappone il 13 maggio 2009 e la band eseguì il "Nightmare Live House Tour 2009 Parade of Nine" un tour di nove fermate che terminò con uno spettacolo a Toyama il 31 maggio 2009. Durante questo periodo, i Nightmare collaborarono con la società di Internet di video Niconico per un concerto live in Streaming via Nico Nico Live il 17 maggio. Il concerto durò 19 minuti e 34 secondi. Il loro nuovo tour, chiamato Nightmare Tour 2009 Parade ~ Start of [X]pest Eve ~ iniziò nel mese di giugno. Il tour estivo venne seguito dalla seconda apparizione della band al Nippon Budokan il 29 agosto 2009, nel "Parade Tour Final Majestic". Pubblicarono il loro 20ºsingolo, "Rem", il 22 settembre con la traccia B-side "Love Addict". Per finire il 2009, fecero un six-show, fan club tour della casa live, nel mese di dicembre.
Il 2010 segnò il 10º anniversario della band. Per festeggiare, i Nightmare tennero una mostra di Capodanno Countdown al Zepp Sendai e pubblicarono Gianizm il giorno successivo. Questa venne seguita dalla loro prima performance al Saitama Super Arena il 9 gennaio. Lo spettacolo venne chiamato "Nightmare 10th Anniversary Special Act. Vol.1[Gianizm]" e la set list contiene 27 canzoni, tra cui tutte le canzoni del nuovo album. Il tour promozionale "Request of Gianizm the Tour" iniziò nel mese di aprile e il 23 giugno, pubblicarono il loro 21ºsingolo "a:FANTASIA". Come parte delle celebrazioni fecero più volte un tour. Nel mese di luglio, cominciarono il "Nightmare 10th Anniversary Special Act". Vol.2: Re: start of Tell(all) ism tour" partendo da Saitama e concludendo a Sendai. Lo spettacolo finale del tour venne tenuto al Nippon Budokan, per la terza volta presso la prestigiosa sede. Tra vol.2 e vol.3 del tour, pubblicarono un altro album best-of chiamato Historical ~The Highest Nightmare~, con diversi brani ri-registrati e una nuova canzone. L'ultima parte del tour venne chiamata "Nightmare Special Act. Vol.3 Historical ~ The Highest Nightmare ~". Il 25 dicembre per la prima volta si esibirono al Makuhari Messe.

### Nightmare e SCUMS (2011-2013)
Dopo un conto alla rovescia apparso sul loro sito web, i Nightmare annunciarono un live inaspettato chiamato "Publish" allo Shinkiba Studio Coast. Tuttavia, a causa del Terremoto del Tohoku del 2011 lo spettacolo venne rinviato al 30 marzo e ribattezzato "Publish & Recover!". Annunciarono anche un nuovo singolo che sarebbe stato pubblicato il 18 maggio, intitolato "Vermilion" sotto la Avex. Iniziarono il loro tempo con il "Rewind to Zero Tour" il 15 aprile 2011. Il loro ultimo show del tour è stato il 27 giugno al Tokyo Kokusai Hall Forum A. Il 1º agosto i Nightmare giocarono con i Kishidan in una Battle of the bands show per celebrare il 10º anniversario dei Kishidan. "Sleeper" venne pubblicato come singolo il 7 settembre in collaborazione con i gioielli di lusso di marca GemCerey. Dopo l'uscita del singolo venne annunciato un nuovo tour chiamato "Zeppelin", dove la band attraversò le Zepp live house a livello nazionale in Giappone. Per Halloween Hitsugi partecipò al Hyde's Halloween Junky Orchestra insieme a diversi altri musicisti per produrre il brano "Halloween Party" e un brano strumentale senza titolo. Il singolo venne pubblicato il 17 ottobre 2012 e seguito da un breve tour al Kobe World Memorial Hall.
Il loro album omonimo Nightmare venne pubblicato il 23 novembre 2011, a seguito della quale, iniziarono un tour di tre mesi chiamato "Nightmare Tour 2011-2012 Nightmarish Reality". Dopo il tour, il 29 febbraio 2012 pubblicarono Mimic. Nei mesi di luglio e agosto 2012, i Nightmare parteciparono ad un tour di two-man con band Visual Kei Baroque in "Natural Born Errors:Nightmare vs Baroque". Parteciparono anche al "Little.Hearts 4-year Anniversary show,My Little Hearts".Special Edition Vol.4 con diverse altre band Visual Kei. Il loro 24º singolo Deux ex Machina venne pubblicato il 28 novembre 2012.
Il 30 gennaio 2013, la band pubblicò un nuovo album intitolato SCUMS. L'album conteneva i singoli Mimic e Deux ex Machina insieme ad altre dodici canzoni. In seguito alla pubblicazione, iniziarono un 19-show tour nazionale chiamato "Beautiful SCUMS". Il tour si concluse il 20 aprile 2013 al Hibiya Kokaido Theatre. I Nightmare fecero anche il loro primo spettacolo oltreoceano all'Anime Expo 2013 a Parigi. Si esibirono al fianco di May'n, Una, e Urbangarde il 6 luglio e fecero il loro show da solista il 7 luglio con una sessione di firma. Il loro debutto oltreoceano si concluse con successo. Il loro nuovo singolo, Dizzy, pubblicato il 21 agosto 2013, segnò il 10º anniversario da quando sono diventati una band major. Accanto alla singola uscita, la band pubblicò anche un DVD e Blu-ray del loro "Beautiful SCUMS" al Nakano Sun Plaza con un tour sul documentario.

### To Be or Not to Be, Carpe Diem e Rakuen (2014-presente)
I Nightmare pubblicarono: Dizzy il 21 settembre 2013, Rewrite l'8 gennaio 2014 e il loro nono album To Be or Not to Be. Il 25 giugno 2014 i Nightmare pubblicarono il loro 27º singolo TABOO. Il singolo venne pubblicato in tre edizioni: due in DVD tra cui PV e una con una canzone extra intitolata SUPER BOOGER MAN.
Il 5 settembre 2014 i Nightmare annunciarono che avrebbero preso parte a una festa di Halloween a Shangai in Cina insieme ai MEJIBRAY, Royz e Lilith. Il 19 novembre 2014 i Nightmare annunciarono che avrebbero pubblicato un DVD live chiamato "NIGHTMARE TOUR 2014 TO BE OR NOT TO BE: That is the Question" che sarebbe stato pubblicato con uno speciale booklet digitale di 36 pagine e un CD+DVD.
Nel 2015 i Nightmare ritornano più carichi che mai, dopo una lunga attesa, il 25 marzo pubblicano il loro decimo album studio Carpe Diem. Venne pubblicato in tre versioni, rispettivamente Type A, B e C, ognuna con una cover differente. Nella Type A vi è in aggiunta al DVD il PV della canzone Quints.
Il 28 ottobre pubblicano il loro singolo Rakuen, dove ritornano al loro stile Gothic.

## Stile musicale
Il concetto di band dei Nightmare è Gianizm e questa parola è presente in molte delle loro canzoni. Gianizm è derivato dal personaggio Gian del manga e anime Doraemon. Il motto di Gian è "ciò che è tuo è mio, ciò che è mio è mio". (Omae no mono wa ore no mono. Ore no mono wa ore no mono). Per inciso questo è anche il nome dei due album "best of" che i Nightmare pubblicarono sulle loro canzoni indie. La band si è spesso avventurata in nuovi generi e stili come il loro più recente album SCUMS dove essi sperimentano l'Electronica e il Dubstep o "Masqerade" e "Konoha" dove sperimentano lo Ska e il Reggae. Abbinano solitamente questi stili Gothic rock e Hard rock al Pop e Jazz.

## Radio, webisodi e riviste

### Radio
I Nightmare avevano una radio show su NACK5 chiamato Jack in the box!. Yomi e Hitsugi di solito ospitavano lo show, ma gli altri membri della band occasionalmente facevano delle apparizioni al loro fianco. Proprio recentemente, il 13 marzo 2013 annunciarono che Jack in the box! avrebbe avuto la sua messa in onda finale il 27 marzo, dove tutti e cinque i membri della band apparvero nello show. Lo spettacolo fu succeduto da "Chiba to Issho"! di Igagura Chiba, il fratello minore di Yomi.
Fino a dicembre 2009, ospitarono anche uno spettacolo su CBC Radio chiamato " Hyper Nightmare", dove erano presenti scioglilingua, storie di adulti e sessioni di telefonica con gli spettatori che potevano imitare interessanti effetti sonori, personaggi degli anime, personaggi televisivi ecc. Sakito era anche un DJ lo spettacolo Inter FM, "UP Beat", da gennaio 2008 ognì lunedì sera.
Dall'8 aprile 2010 andò in onda un dramma radiofonico chiamato "Ganbaru Squadron Mare Rangers" (Ganbaru Sentai Mea Renjaa) è caratterizzato da ospiti speciali e dalla possibilità per i fan di comunicare con la band. La prima serie si concluse il 14 ottobre 2010 e già è stata preannunciata una seconda stagione. Il tema per la seconda stagione è "a venire a contatto con gli utenti/spettatori", in cui i membri sono in grado di chiamare gli spettatori via telefono in Giappone.

### Webisodi
I Nightmare ospitarono un'esposizione mensile di sei episodi su Niconico chiamato "Nightmare in Nightwear", in cui i membri indossavano il pigiama, chiacchieravano fra loro, si condividevano foto e aneddoti e interagivano con i visualizzatori web. Lo spettacolo si concluse il 21 gennaio 2010.
Un nuovo spettacolo intitolato "Bakuretsu! Nightmare iniziò a Marzo 2010 e caratterizzato da un gioco di punizione diverso ogni episodio mensile.

### Riviste
Per una volta, i membri della band si sono alternati scrivendo una rubrica mensile chiamata "Zozzy" apparsa sulla rivista Shoxx. Da allora, ognuno di essi aveva i propri articoli in varie riviste musicali.
- Gli articoli di Yomi nel "Pati Pati" chiamati Certain Kill!!Taking Correspondence]-> (Hisatsu!!asobinin]-> otayori bosshu), sono focalizzati su cose nuove su di lui, suggerite dai fan, come la kick-boxing e suonare il Mixer. Esso debuttò il 9 settembre 2008 e proseguì fino a marzo 2011. Un insieme dei suoi precedenti articoli sono stati pubblicati su un libro uscito il 25 marzo 2011 insieme a un DVD che lo seguì uno sky-diving.
- Hitsugi in Shoxx aveva il suo articolo chiamato "Stapped on a Cat" (Neko funjatta) fino a dicembre 2008.
- Sakito era in un B-Pass chiamato "Where Will the Local Train? Journey in the Japanese Syllabary" (donkou iku no? gojuuon no tabi). Pubblicò una raccolta dei suoi articoli di viaggio che vennero pubblicati in B-Pass, come un libro che va fino a no. Il libro ebbe anche un articolo supplementare sul suo viaggio in Taiwan insieme a un breve documentario DVD del viaggio. Il libro andò in vendita il 29 giugno 2009. I suoi articoli recenti parlavano della sua licenza di guidare in vari luoghi del Giappone. Il suo ultimo articolo venne stampato nel numero di By-pass di giugno 2011, con il suo viaggio nel Sendai diviso in due parti. Il secondo volume dei suoi viaggi iniziò da "ettari". Il secondo volume incluse un articolo speciale sul suo viaggio in India, con incluso un documentario DVD. Aveva anche una colonna di carta gratuita chiamata "Disc Garage Issue Free Paper Di:Ga Those Who Are Human in Visual Kei" ("disuki gareji hakkou furii peipaa Di:Ga Vijuarukei datte ningen damono); sta scrivendo un nuovo libro in "KERA!Magazine".
- Ni~ya era in un Zy-magazine chiamato Just Freak Out Let It Go.
- Ruka è stato descritto in un Duet Magazine chiamato "Coming Out!Coming Out!"(deteru!deteru!). L'ultimo articolo venne pubblicato nel numero di settembre 2009.

## Progetti solisti
THE LEGENDARY SIX NINE
The Legendary Six Nine (L69) è il progetto solista di Ruka. Ogni nuova versione la formazione cambierà con l'eccezione di Ruka. Ha iniziato questo progetto da solista per sperimentare nuovi suoni, che non era in grado di provare nei Nightmare. La prima formazione consisté in HAKUEI dei Penicillin alla voce, rapper TWIGGY alla voce, con SHINOBU e Takayama alle chitarre, Ni~ya al basso come membro di supporto e Ruka alla Batteria. La band debutto il 24 marzo 2010 con il singolo "Cruel". Annunciarono sulla home page dei Nightmare a luglio 2013 LSN sta riavviando l'attività di gruppo per l'anniversario di "little HEARTS.5th MY little hearts. Extra ediction vol.1.
La prima formazione era composta da:
- Voce:Hakuei (Penicillin)
- Voce/rapper:TWIGY
- Chitarristi di supporto:SHINOBU (Creature Creature),Takayama
- Bassista di supporto:Ni~ya
- Batteria:Ruka

La seconda formazione fu composta da:
- Voce:Yuusa (THE KIDDIE)
- Chitarra:Kei (baroque/Kannivalism)
- Chitarra:SHINOBU (Creature Creature)
- Basso:Sugiya (Moi Dix Mois)
- Batteria:Ruka

The Legendary Six Nine pubblicherà un mini-album intitolato "BELIAL" il 16 ottobre. Esso sarà disponibile in due versioni;il tipo A arriverà con cinque brani e un DVD. Il tipo B avrà un CD con sei tracce.
GREMLINS
Questo è il progetto solista di Hitsugi. Annunciato sulla homepage dei Nightmare nel luglio 2013, i GREMLINS faranno il loro debutto al "HEARTS 5th. Anniversary MY little HEARTS . Extra Ediction Vol.1.
I membri dei GREMLINS sono:
- Voce e chitarra:Hitsugi
- Batteria:Kenzo (AYABIE)
- Bassista di supporto:Chiyu (SuG)
- Chitarrista di supporto:Mizuki (Sadie)

I GREMLINS pubblicheranno il 16 ottobre il loro singolo di debutto "The Carnival". Questo singolo sarà disponibile in due versioni: il tipo A con tre brani e un DVD. Il tipo B avrà un CD con soli 4 brani.

## Sendai Kamotsu
I Sendai Kamotsu sono un Progetto parallelo dei Nightmare formatisi nel settembre 2001. È formata dagli stessi membri dei Nightmare, ma sono diversi dalla loro solita immagine, tant'è che uno può pensare che siano dei musicisti diversi. I Sendai Kamotsu vennero formati dai Nightmare nel 2001 e ottennero successo. La leggenda dice che Chiba è in realtà il fratello minore di Yomi il cantante dei Nightmare. Essi furono presenti in "Nightmare's Jishou-Shounen Terrorist-PV" tranne Chiba. I Sendai Kamotsu pubblicarono diversi album e singoli e girarono indipendentemente dai Nightmare.

## Carità e altri lavori
Nell'estate del 2008 il Terremoto di Iwate del 2008 colpì Sendai la città natale dei Nightmare. Quando sentirono parlare della tragedia, la band tenne un concerto di beneficenza il 26 settembre 2008 al Zepp Sendai, i proventi del concerto vennero devoluti alle vittime. Durante il loro tour alla live house e all'arena tour (rispettivamente "Nightmare Live House Tour 2008 Killer Show" e "Nightmare Tour 2008 Grand Killer Show"), istituirono una casella di donazioni per i proventi al terremoto e fecero una rapida apparizione in "24 Hour Television", ottenendo un totale di 304.048 Yen. Invitarono anche le vittime del terremoto al loro show al Zepp Sendai come loro ospiti d'onore.
Durante il Terremoto del Tohoku del 2011 i Nightmare tennero un evento di raccolta fondi per le vittime chiamato "Publish & Recover!" presso lo Shinkiba Studio Coast il 30 marzo 2011.

### Altro lavoro
- Nell'adattamento cinematografico del 2008 del manga di 20th Century Boys, la band fece un breve cameo come la band Visual Kei che suona al concerto degli amici.
- Sakito fece un breve cameo nell'episodio 17 di Nôgami Neuro investigatore demoniaco, come un ciclista controllato elettronicamente dallo spettatore durante la scena dell'inseguimento di doppiaggio.
- Ni~ya era un bassista di supporto di Penicillin nel singolo "Rainbow/Scream" che venne pubblicato il 20 agosto 2008. Egli era anche un musicista di supporto per Gackt nei singoli "Setsugekka" e "Ever".
- Hitsugi era un chitarrista di supporto dei T.m.Revolution in un evento di NHK Japan, al fianco di Kenzo degli AYABIE e alti artisti.

## Discografia

### Album
- Ultimate Circus (25 dicembre 2003)
- Livid (25 novembre 2004)
- Anima (22 febbraio 2006)
- Gianism Best Ofs (21 giugno 2006)
- The World Ruler (27 febbraio 2007)
- Nightmare 2003-2005 Single Collection (30 gennaio 2008)
- Kyokuto Symphony ~The Five Stars Night~ @Budokan (27 febbraio 2008)
- Killer Show (21 maggio 2008)
- Majestical Parade (13 maggio 2009)
- Gianizm (1º gennaio 2010)
- Historical ~The Highest Nightmare~ (20 ottobre 2010)
- Nightmare (23 novembre 2011)
- SCUMS (30 gennaio 2013)
- To Be or Not to Be (19 marzo 2014)
- Carpe Diem (25 marzo 2015)

## Tour
| Anno | Titolo                                                                           |
| ---- | -------------------------------------------------------------------------------- |
| 2004 | "Tour CPU 2004"                                                                  |
| 2006 | "Tour [Anima]lism                                                                |
| 2007 | "The World Ruler Tour"                                                           |
| 2007 | "Dirty Influence Tour"                                                           |
| 2008 | "2008 Zepp Tour Six Point Killer Show"                                           |
| 2009 | "Nightmare Live House Tour 2009 Parade of Nine"                                  |
| 2009 | "Nightmare Tour 2009 Parade ~Start of [x]pest Eve~"                              |
| 2010 | "Request of Gianizm the Tour"                                                    |
| 2010 | "Nightmare 10th Anniversary Special Act.Vol 2 :Re:Start of Tell(All)lism"        |
| 2010 | "Nightmare 10th Anniversary Special Act.Vol.3 Historical ~The Highest Nightmare~ |
| 2011 | "Time Rewind to Zero"                                                            |
| 2011 | "Zeppelin"                                                                       |
| 2011 | "Nightmare Tour 2011-2012 Nightmarish Reality"                                   |
| 2012 | "To Mimic the Past"                                                              |
| 2012 | "Nightmare Premium Live at Shinkiba Studio Coas"                                 |
| 2012 | "Natural Born Errors Nightmare vs Baroque"                                       |
| 2012 | "Nightmare Tour 2012 Final Deux ex Machina"                                      |
| 2013 | "Beautiful SCUMS at Nakano Sun Plaza"                                            |